# Anolis dolichocephalus
Anolis dolichocephalus (ла-оттський довгорилий аноліс) — вид ігуаноподібних ящірок родини анолісових (Dactyloidae). Ендемік Гаїті.

## Підвиди
Виділяють три підвиди:
- Anolis dolichocephalus dolichocephalus Williams, 1963;
- Anolis dolichocephalus portusalus Schwartz, 1968;
- Anolis dolichocephalus sarmenticola Schwartz, 1968.

## Поширення і екологія
Ла-оттські довгорилі аноліси мешкають на півострові Тібурон на крайньому південному заході острова Гаїті, зокрема в горах масиву де ла Отт. Вони живуть в широколистяних тропічних лісах. на бананових і кавових плантаціях, на висоті до 1000 м над рівнем моря.

## Збереження
МСОП класифікує цей вид як такий. що перебуває під загрозою зникнення. Anolis dolichocephalus загрожує знищення природного середовища.